# Apalimnodes
Apalimnodes is een kevergeslacht uit de familie van de boktorren (Cerambycidae). De wetenschappelijke naam van het geslacht werd voor het eerst geldig gepubliceerd in 1966 door Franz.

## Soorten
Apalimnodes is monotypisch en omvat slechts de volgende soort:
- Apalimnodes granulatus Franz, 1966